# Tsutomu Hanahara
Tsutomu Hanahara (japonès: 花原勉)  (prefectura de Yamaguchi, 3 de gener de 1940 - Suginami, 5 de febrer de 2024) va ser un lluitador japonès, especialista en lluita grecoromana, que va competir durant les dècades del 1950 i 1960.
El 1964 va prendre part en els Jocs Olímpics d'Estiu de Tòquio, on guanyà la medalla d'or en la prova del pes mosca del programa de lluita grecoromana. En el seu palmarès també destaca una medalla de bronze al Campionat del món de lluita de 1967 i una de plata als Jocs Asiàtics de 1962.